# Coenosia argentescens
Coenosia argentescens är en tvåvingeart som först beskrevs av Fritz Isidore van Emden 1940.  Coenosia argentescens ingår i släktet Coenosia och familjen husflugor. Inga underarter finns listade i Catalogue of Life.